# Henry Edwards (actor)
Henry Edwards (n. 18 septembrie 1882, Weston-super-Mare, Anglia, Regatul Unit al Marii Britanii și Irlandei – d. 2 noiembrie 1952, Chobham⁠(d), Surrey Heath, Anglia, Regatul Unit) a fost un  actor englez și regizor de film. A apărut în 81 de filme între 1915 și 1952. De asemenea, a regizat 67 de filme între  1915 și 1937. Edwards a fost căsătorit cu actrița Chrissie White, cu care a jucat împreună în mai multe dintre filmele sale. El s-a născut în Weston-super-Mare, Somerset și a decedat în Chobham, Surrey.
A regizat în 1934 prima ecranizare a romanului Lord Edgware Dies de Agatha Christie, cu actorul britanic Austin Trevor în rolul detectivului Hercule Poirot. Ecranizarea este astăzi aproape uitată și a rămas în memoria colectivă prin faptul că personajul Poirot nu poartă celebra sa mustață.

## Filmografie parțială

### Actor
- Far from the Madding Crowd (1915)
- The Man Who Stayed at Home (1915)
- Lost and Won (1915)
- My Old Dutch (1915)
- Nearer My God to Thee (1917)
- The Cobweb (1917)
- The Poet's Windfall (1918)
- Possession (1919)
- The Kinsman (1919)
- Broken in the Wars (1919)
- John Forrest Finds Himself (1920)
- The Lunatic at Large (1921)
- Tit for Tat (1921)
- Simple Simon (1922)
- Lily of the Alley (1923)
- Boden's Boy (1923)
- The Naked Man (1923)
- The World of Wonderful Reality (1924)
- The Flag Lieutenant (1926)
- The Fake (1927)
- Further Adventures of a Flag Officer (1927)
- The Joker (1928)
- Angst (1928)
- The Three Kings (1929)
- Circumstantial Evidence (1929)
- Ringing the Changes (1929)
- Call of the Sea (1930)
- The Girl in the Night (1931)
- The Flag Lieutenant (1932)
- General John Regan (1933)
- Captain's Orders (1937)
- Spring Meeting (1941)
- East of Piccadilly (1941)
- The Magic Bow (1946)
- Green for Danger (1946)
- Take My Life (1947)
- 1948 Oliver Twist, regia David Lean
- Woman Hater (1948)
- Quartet (1948)
- Brass Monkey (1948)
- Elizabeth of Ladymead (1948)
- London Belongs to Me (1948)
- All Over the Town (1949)
- Dear Mr. Prohack (1949)
- Golden Salamander (1950)
- Madeleine (1950)
- Double Confession (1950)
- Trio (1950)
- White Corridors (1951)
- The Lady with a Lamp (1951)
- The Rossiter Case (1951)
- The Magic Box (1951)[6]
- The Card (1952)
- Never Look Back (1952)
- Something Money Can't Buy (1952)
- Trent's Last Case (1952)
- The Long Memory (1952)